# Pseudosieversia rufa
Pseudosieversia rufa är en skalbaggsart som först beskrevs av Ernst Gustav Kraatz 1879.  Pseudosieversia rufa ingår i släktet Pseudosieversia och familjen långhorningar. Inga underarter finns listade i Catalogue of Life.